# Bouillante

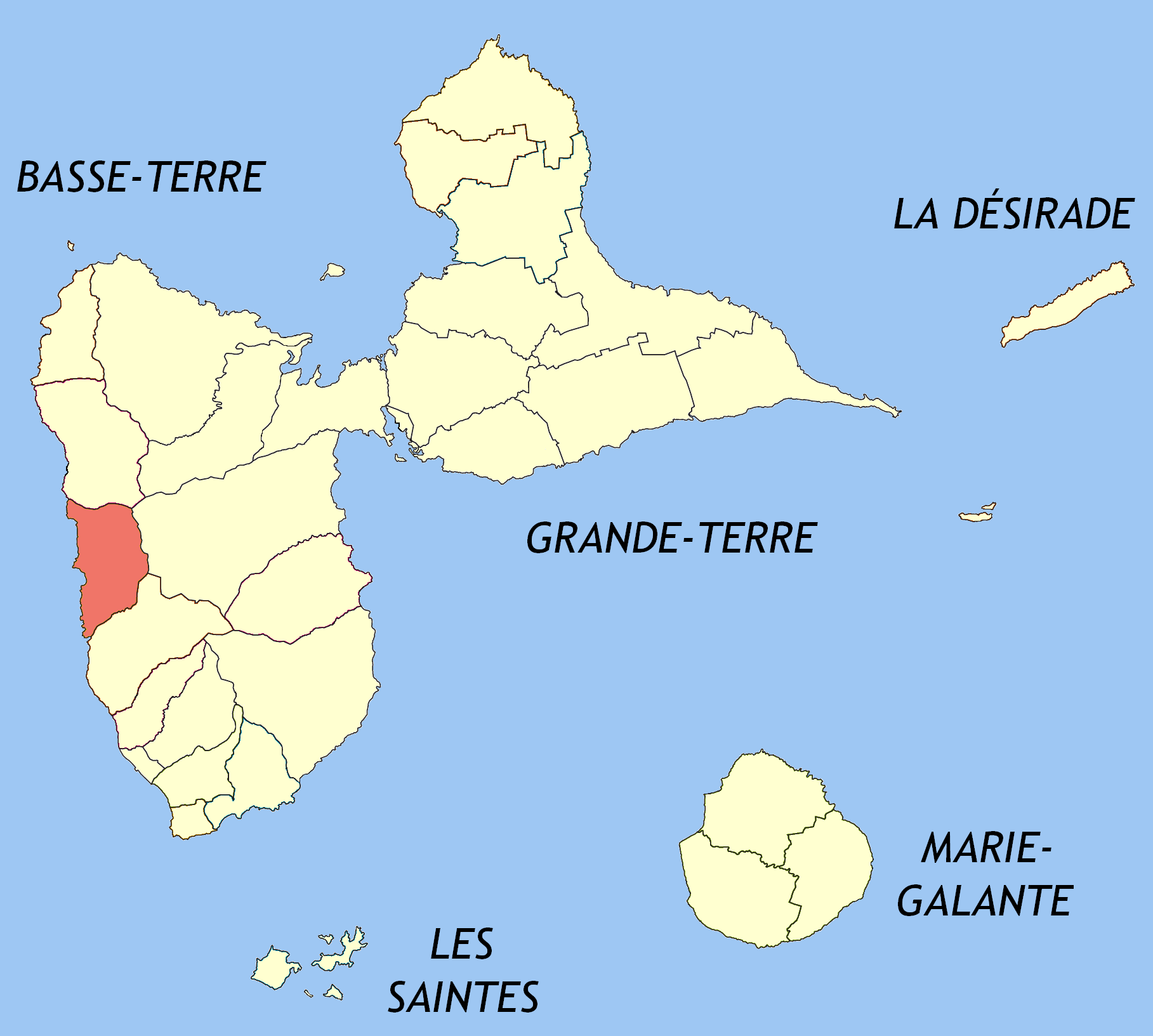
Localització de Bouillante

Bouillante  és un municipi francès, situat a Guadalupe, una regió i departament d'ultramar de França situat a les Petites Antilles. L'any 2006 tenia 7.511 habitants. Limita al nord amb Pointe-Noire, a l'est amb Petit-Bourg i al sud amb Vieux-Habitants.

## Demografia
| 7.336                                      | 7.511 |
| Des de 1962: població sense dobles comptes |       |

## Administració
| Període   | Identitat        | Partit |
| --------- | ---------------- | ------ |
| 1995-2005 | Philippe Chaulet | UMP    |
| 2005-2008 | Robert Racon     |        |
| 2008-     | Jean-Claude Malo | PS     |